# Forró
Pour les articles homonymes, voir Forró (homonymie).
Sous-genres
Forrocore
Le forró est une musique traditionnelle ayant émergé de la région nord-est du Brésil, et la danse qui l'accompagne.

## Étymologie
Plusieurs théories circulent concernant l'origine du mot forró :
Une idée reçue voudrait que son nom soit issu de l’américain « for all » (pour tous). Mais il est plus probable qu’il soit dérivé du mot familier brésilien « forrobodó » que l’on peut traduire par « confusion » ou « pêle-mêle ». C’est dans la région montagneuse d’Araripe qu’il prendra le nom de forró pé de serra (ou « no pé da serra » : au pied de la montagne). Si bien que c’est encore ce nom que l’on donne aujourd’hui au forró traditionnel.
Une autre théorie voudrait que le mot soit dérivé du français « faux bourdon ».

## Caractéristiques

### Musique
Les instruments traditionnels du forró sont le triangle, l'accordéon et le zabumba (gros tambour plat), parfois accompagnés d'un pandeiro (sorte de tambourin). La musique est presque toujours accompagnée par le chant des musiciens. La plupart du temps, les chansons parlent d'amour, le forró étant une forme musicale entrainante et gaie, sur un tempo relativement rapide, ou plus lent. De nombreux orchestres de forró se produisent un peu partout dans le nord-est du Brésil, mais cette musique est également une tradition populaire que l'on entend jouée par des groupes improvisés durant le carnaval par exemple. S'il est typique du nord-est du Brésil, le forró gagne progressivement le reste du pays en suivant les émigrants venant du nord ; en particulier dans les états de Rio de Janeiro et de São Paulo.
Ce genre musical provient d'un mélange du tambour indien des précolombiens et de l'accordéon des colons européens. Il s'approche d'autres formes musicales comme les duels verbaux occitans, dont les versions modernes se sont enrichies par la suite, comme en témoignent quelques compositions des Bombes 2 Bal ou des Fabulous Trobadors du sud-ouest français (Toulouse). Il existe également un groupe suédois appelé Forró do Simão.
Parmi les artistes brésiliens traditionnels les plus représentatifs de ce genre musical, citons Dominguinhos, Jackson do Pandeiro, Genival Lacerda, et Luiz Gonzaga. Parmi les groupes de forró contemporains, on peut citer Calcinha Preta, Catuaba com Amendoim, Capital do Sol, Cavalho de Pau, Falamansa, Limão com Mel, Mastruz com Leite, Mel com Terra, Rastapé, Trio Potiguar, Trio Virgulino, Bicho de Pé ou Aviões do Forró. À noter aussi que Gilberto Gil a commencé sa carrière de musicien en tant qu'accordéoniste en jouant du forró.

### Danse

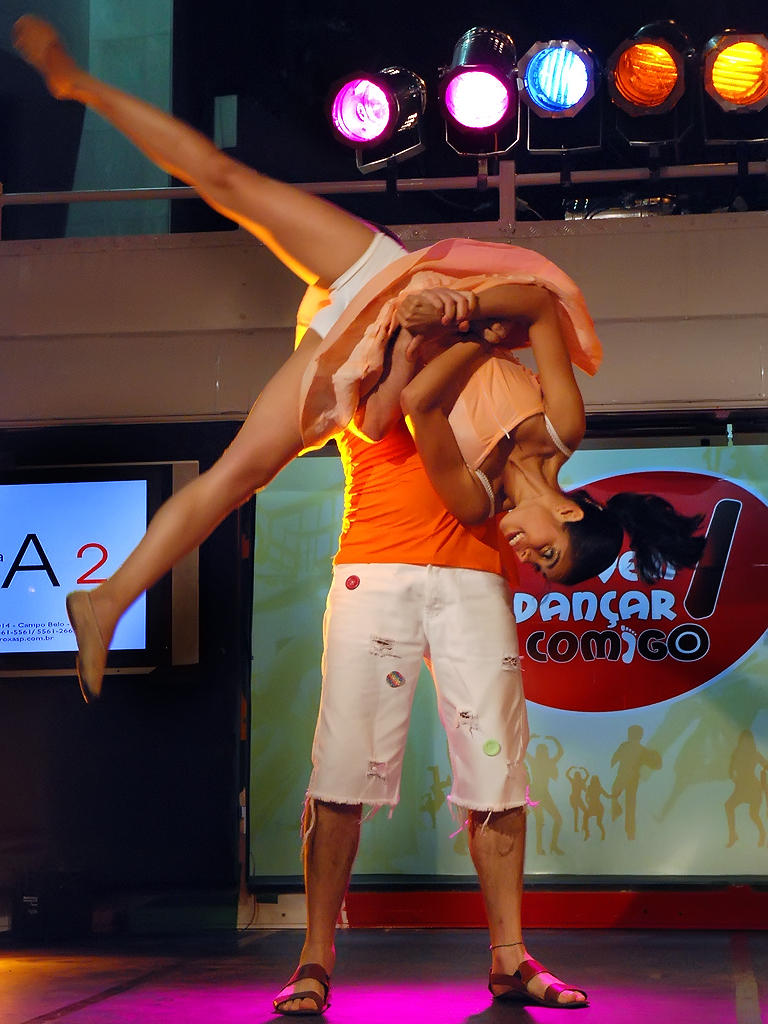
Danse forró.

Le forró est à la base une danse de couple. Le pas de danse est relativement simple : deux pas à gauche, deux pas à droite. Le cavalier donne l'impulsion à sa partenaire, et peut faire décrire au couple des virages parmi les autres couples de danseurs. Le pas peut être posé, mais il est plus fréquemment sautillant quand on le voit dansé par des couples expérimentés au Brésil.

## En France
La danse forró est pratiquée dans de nombreuses communes de France, par exemple lors de soirées centrées sur cette danse. Des festivals de forró ont lieu chaque année dans diverses communes en France. (par exemple en 2024 à Lille, Châtillon-en-Diois, Toulouse, etc.)